# Lokaal 01
Lokaal 01 was een kunstenaarsinitiatief in Breda en Antwerpen voor de hedendaagse beeldend kunstenaar.
In 1981 werd op initiatief van een aantal Bredase kunstenaars een zaal in een ateliergebouw in Breda geschikt gemaakt voor “De openbaarheid van het Kunstwerk". Deze zaal stond op de plattegrond in de meterkast aangemerkt als ‘lokaal 01’ en zo kwam Lokaal 01 destijds aan haar naam.
Lokaal 01 ontwikkelde tot een werk- en onderzoeksruimte voor jonge hedendaagse beeldende kunstenaars. De kerntaak bestond erin werkperiodes aan te bieden voor kunstenaars uit binnen- en buitenland, met de nadruk op creatie, experiment, ontwikkeling en reflectie in relatie tot de kunstenaarspraktijk. Bij Lokaal 01 stond de persoonlijke en autonome ontwikkeling van de jonge kunstenaar centraal en diens transitie naar een professioneel en internationaal kunstenveld.
De werking van Lokaal 01 was tweevoudig. Enerzijds organiseerden ze werk- en verblijfsperiodes in hun werkruimte in de Provinciestraat in Antwerpen, anderzijds organiseerden ze in-situ projecten onder de noemer Traffic. Ze daagden de kunstenaar uit in een inhoudelijke dialoog met critici (Provinciestraat), of via een netwerk van academici, instituten, kunstenaarsinitiatieven en hogescholen (Traffic). Dit gebeurde in publieke discussies en toonmomenten waarin over het artistieke proces werd gedebatteerd, en in een internationale, tweejaarlijkse, Summer school waarin actuele en urgente kwesties in de kunstpraktijk onderzocht werden.
Lokaal 01 bood kunstenaars de ruimte om werk te creëren en te presenteren. In Breda werden onder andere vernieuwende tentoonstellingsconcepten uitgedacht en uitgewerkt. In Antwerpen waren werkperiodes voor beginnende kunstenaars. Kunstenaars mochten gebruikmaken van de ruimte en faciliteiten.
In 2013 sloot de Bredase vestiging haar deuren, eind 2016 volgde de organisatie in Antwerpen. Voornaamste reden van sluiting was het gebrek aan financiële ondersteuning. 
Volgende kunstenaars hebben ooit meegewerkt aan een programma en/of tentoongesteld bij Lokaal 01:
Karin Arink, Michiel van Bakel, Pierre Bastien, Caspar Berger, Koen Broucke, Tom Claassen, Kris Van Dessel, Ada Dispa, Jeroen Doorenweerd, Moritz Ebinger, Hadassah Emmerich, Frederic Geurts, Kris Gevers, Ab van Hanegem, Frank Havermans, Gerard Herman, Teun Hocks, Nick Hullegie, Rini Hurkmans, Benoît van Innis, Alfredo Jaar, Gerald van der Kaap, Micha Klein, George Korsmit, Mark Manders, Pol Matthé, Merzbow, Nadia Naveau, Renato Nicolodi, Panamarenko, Paul Panhuysen, Ahmet Polat, Guy Rombouts, Maria Roosen, Theo Schepens, staplerfahrer, Jerome Symons, Johan Tahon, Hans Theys, Koen Theys, Dennis Tyfus, Benjamin Verdonck, Peter Verhelst, Angelo Vermeulen, Henk Visch, Reinoud van Vught, Robbert Welagen